# Music for a Big Night Out
Music for a Big Night Out è il sedicesimo album in studio del gruppo musicale di musica elettronica tedesco Scooter, pubblicato il 2 novembre 2012.

## Descrizione
Il disco, prodotto dagli stessi Scooter, è stato anticipato dal singolo 4 AM, pubblicato nel settembre 2012.
Il secondo singolo è Army of Hardcore, diffuso nel novembre dello stesso anno, in contemporanea con il disco.

## Tracce
1. Full Moon – 1:50 (H.P. Baxxter, Rick J. Jordan, Michael Simon, Jens Thele, Achim Jannsen)
2. I'm a Raver, Baby – 3:16 (Beck Campbell, Carl Stephenson)
3. Army of Hardcore – 2:57 (Massimiliano Monopoli, Jeroen Streunding)
4. 4 AM – 3:16 (Beverley Craven, Baxxter, Jordan, Simon, Thele)
5. No Way to Hide – 3:22 (Prince Rogers Nelson, Stephanie Nicks)
6. What Time Is Love? – 3:10 (James Francis Cauty, William Ernest Drummond)
7. Overdose (Frazy) – 3:03 (Andrej Prilipp, Baxxter, Jordan, Simon, Thele)
8. Talk About Your Life – 3:25 (Mike Oldfield)
9. I Wish I Was – 3:25 (Tom Gilbert, Sandi Thom, Alex Christensen, Baxxter, Jordan, Simon, Thele, Marcel Jerome Gialelés)
10. Black Betty – 3:34 (Huddie Ledbetter)
11. Too Much Silence – 5:38 (Baxxter, Jordan, Simon, Thele)
12. Last Hippie Standing – 6:37 (Baxxter, Jordan, Simon, Thele)

Durata totale: 43:33

## Formazione
- Hans-Peter Geerdes (H.P. Baxxter) - voce, chitarra
- Michael Simon - tastiera
- Hendrik Stedler (Rick J. Jordan) - tastiere

## Classifiche
| Classifica (2012) | Posizione massima |
| ----------------- | ----------------- |
| Germania          | 10                |